# De Kroepoekfabriek
De Kroepoekfabriek is sinds 2011 een poppodium in de Zuid-Hollandse plaats Vlaardingen. Het programma biedt optredens van bekende bands en artiesten zowel als van lokale en minder bekende artiesten. Daarnaast zijn er vaste en wisselende concertavonden, elk met een eigen thema, variërend van singer-songwriter, rock, hiphop en pop. De organsatie verzorgt ook workshops en projecten in het kader van talentontwikkeling.

## Geschiedenis
Het podium is gevestigd in een voormalig pakhuis aan de Koningin Wilhelminahaven. Het pand stamt uit 1903, het werd gebouwd in opdracht van J. van Toor Jzn. Oorspronkelijk werden er geoliede goederen gefabriceerd. De laatste industriële functie was die van kroepoekfabriek. In 2012 werd het er sinds een jaar gevestigde poppodium aangewezen als kernpodium. Aanvankelijk werd er ook een muziekfestival georganiseerd.

## Organisatie
Naast een vast team van betaalde krachten werken er bij De Kroepoekfabriek een groot aantal vrijwilligers en stagiairs. Zij helpen onder andere mee met de bar, de garderobe, de kaartverkoop en bij de bediening van licht en geluid.